# Cowes-Dinard

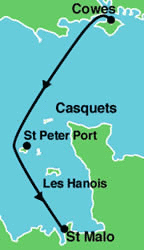
Parcours de la course Cowes-Dinard

La course Cowes-Dinard-Baie de Saint-Malo est une compétition nautique annuelle, entre Cowes (Île de Wight) et Saint-Malo / Dinard.
D'une longueur de 151 milles environ, elle passe à l'Ouest des Îles Anglo-Normandes, notamment les Casquets, (Aurigny), le phare des Hanois (Guernesey) et les Minquiers pour arriver entre Dinard et Saint-Malo.
C'est une course à handicap courue en jauge IRC organisée par le RORC avec l'aide du Yacht Club de Saint-Malo (Société Nautique de la Baie de Saint-Malo).

## Histoire
En 1905, le roi d'Angleterre, Édouard VII, offre une coupe de vermeil au vainqueur d'une course réservée aux yachts à voile de trente tonneaux et plus. La première édition a lieu en 1906 — avec 4 bateaux inscrits, 2 au départ et... un seul à l'arrivée, La Barda de Charles Ledoux, qui mettra 84 heures pour arriver.
L'organisation de la course est interrompue par la Première Guerre Mondiale et reprend en 1930. Elle est de nouveau interrompue par la Seconde Guerre Mondiale, et reprend en 1945.  Neuf courageux osent alors braver les champs de mines encore existants.
Au début des années 1950, le Groupe des Croiseurs Légers et le JOG (Junior Offshore Group) intègrent Cowes-Dinard dans le calendrier de son championnat en 1960. Sur la ligne de départ, 120 bateaux se présentent. Ils ne seront que 18 à l’arrivée !
À partir de 1975, la course sert d'entraînement à l'Admiral's Cup et s'impose comme une épreuve phare. Elle compte plus de 250 participants dans les années 1980.
Elle a lieu au mois de juillet chaque année, et continue à attirer les grands noms de la voile ainsi que des centaines d'amateurs pour qui elle fait partie des épreuves mythiques à faire au moins une fois dans sa vie ...

## Classements
1932 Minoru Cutter aux  G de RIVERIEULX

## Records

### En course
Le record en monocoque est détenu depuis 2000 par Mike Slade sur Skandia Leopart avec une vitesse moyenne de 10,97 nœuds.

### Sur le parcours
En multicoques :
- 22 septembre 2015 : le trimaran Phaedo3 bat le record de Lending Club en 4 heures, 49 minutes et 51 secondes, à une vitesse moyenne de 28,7 nœuds[3],[4].
- 1er avril 2015 : le maxi-trimaran Lending Club 2 de Renaud Laplanche établit un nouveau record, en 5 heures, 14 minutes et 17 secondes[5].
- Septembre 2002 : le maxi-catamaran de 33 mètres Maiden 2 de Brian Thompson établit un temps record de 5 heures 23 minutes et 38 secondes, soit 25,6 nœuds de moyenne.

En monocoque et en solitaire :
- Novembre 2004 : Jean-Luc Van Den Heede sur Adrien : 12 heures 1 minute et 31 secondes, à 11,5 nœuds de moyenne[6].

En monocoque et en équipe :
- 2006 : Ellen MacArthur.
- 2012 : Loïc Féquet et son équipe, en 12 h 39 min.
- 11 juillet 2014 : Loïc Féquet et son équipe, en 11 h 18 min 50 s, et ce malgré une météo annoncée comme peu favorable.